# 우스터 전투

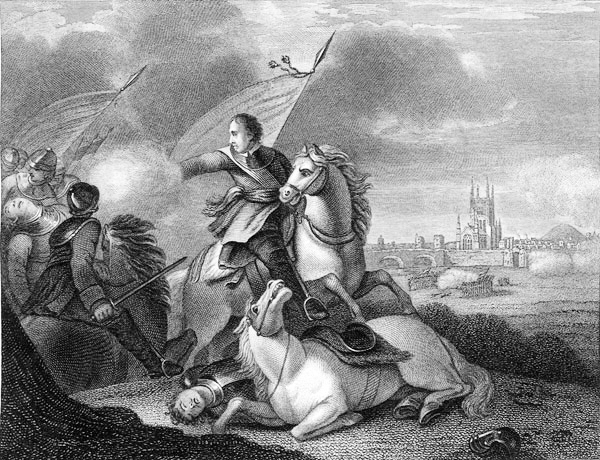
우스터 전투에서의 올리버 크롬웰.

우스터 전투(Battle of Worcester)는 1651년 9월 3일 잉글랜드 우스터에서 치러진 잉글랜드 내전의 마지막 전투였다. 프랑스의 지원을 받은 왕당파와 의회파와의 전투였으며, 이 전투에서 의회파가 승리함에 따라 잉글랜드 내의 왕당파는 거의 소멸되었으며 이후 왕당파는 의회파와의 전투를 치를 수 없을 정도로 약해져 사실상 와해되었다.
이 전투 이후 잉글랜드는 찰스 2세의 즉위 전까지 왕의 권력은 완전히 자취를 감췄으며 잉글랜드의 민주주의와 의회제도가 확립되는데도 지대한 영향을 끼친 전투들 중 하나이다.
제3차 내전 등으로도 불리며 의회파의 철기병이 큰 역할과 전공을 세웠다.

## 같이 보기
- 삼왕국 전쟁